# Boedi Oetomo
De vereniging Boedi Oetomo ('Het Schone Streven', moderne spelling Budi Utomo) was de eerste nationalistische beweging in het voormalige Nederlands-Indië.
Boedi Oetomo werd op 20 mei 1908 opgericht door onder anderen de Javaanse dokter Soetomo. De vereniging bestond in hoofdzaak uit Javaanse ambtenaren en streefde naar verheffing van het Javaanse volk, vooral door uitbreiding van het onderwijs en meer invloed op het bestuur. Een van de hoofdbeginselen van de Boedi Oetomo was dat niet rang of geboorte, maar eigen verdiensten de positie moesten bepalen die men in de maatschappij inneemt.
Gaandeweg verlegde de Boedi Oetomo haar focus naar politieke, vervolgens naar economische en ten slotte naar nationalistische activiteiten.
In 1927 trad de Boedi Oetomo toe tot de Permoefakatan Perhimpoenan Politiek Kebangsaan Indonesia (P.P.P.K.I.), het Verbond van Nationaal Politieke Verenigingen en in 1928 nam zij als punt in haar actieprogramma op het streven naar de verwezenlijking van de Indonesische eenheidsgedachte. Ook niet-Javanen konden toen toetreden als lid.